# 순심고등학교
순심고등학교(純心高等學校)는 대한민국 경상북도 칠곡군 왜관읍 왜관리에 위치한 사립 고등학교이다.

## 학교 연혁
- 1936년 5월 15일 : 소화여자 학원 설립, 초대 학원장 이로베르토 신부
- 1945년 12월 9일 : 소화고등여학교 설립기성회 발족(왜관성당)
- 1946년 5월 23일 : 순심여자 초급중학교 개교, 초대교장 이명우 신부 취임
- 1946년 11월 29일 : 순심 초급 중학교로 개칭(남/여 공학)
- 1947년 6월 25일 : 재단법인 순심교육재단 설립인가(초대 이사장 이명우 신부)
- 1951년 8월 31일 : 순심중학교로 교명 변경(9학급)
- 1952년 3월 30일 : 순심고등학교 설립 인가(6학급), 초대 교장 정행돈 선생 취임
- 1955년 4월 1일 : 중/고 분리, 고등학교는 재단법인 대구 천주교회유지재단 관할
- 1961년 7월 31일 : 중/고등학교 병합, 성 베네딕도 왜관수도원에서 학교경영
- 1975년 3월 1일 : 순심여자고등학교 분리 운영
- 1978년 3월 1일 : 순심여자중학교 분리 운영
- 1981년 10월 6일 : 순심고등학교 24학급 증설 인가
- 1992년 5월 23일 : 다목적 강당(체육관) 준공
- 1998년 10월 31일 : 웅비관(생활관) 준공
- 2008년 3월 1일 : 중/고등학교 분리운영
- 2013년 6월 29일 : 안셀모관(제2생활관) 준공
- 2014년 2월 10일 : 제11대 재단이사장 박현동 블라시오 아빠스 취임
- 2019년 3월 1일 : 제14대 교장 김봉규 선생 취임

## 참고 자료
- 순심고등학교 - 한국교육학술정보원 학교알리미